# Відновлювальне землеробство

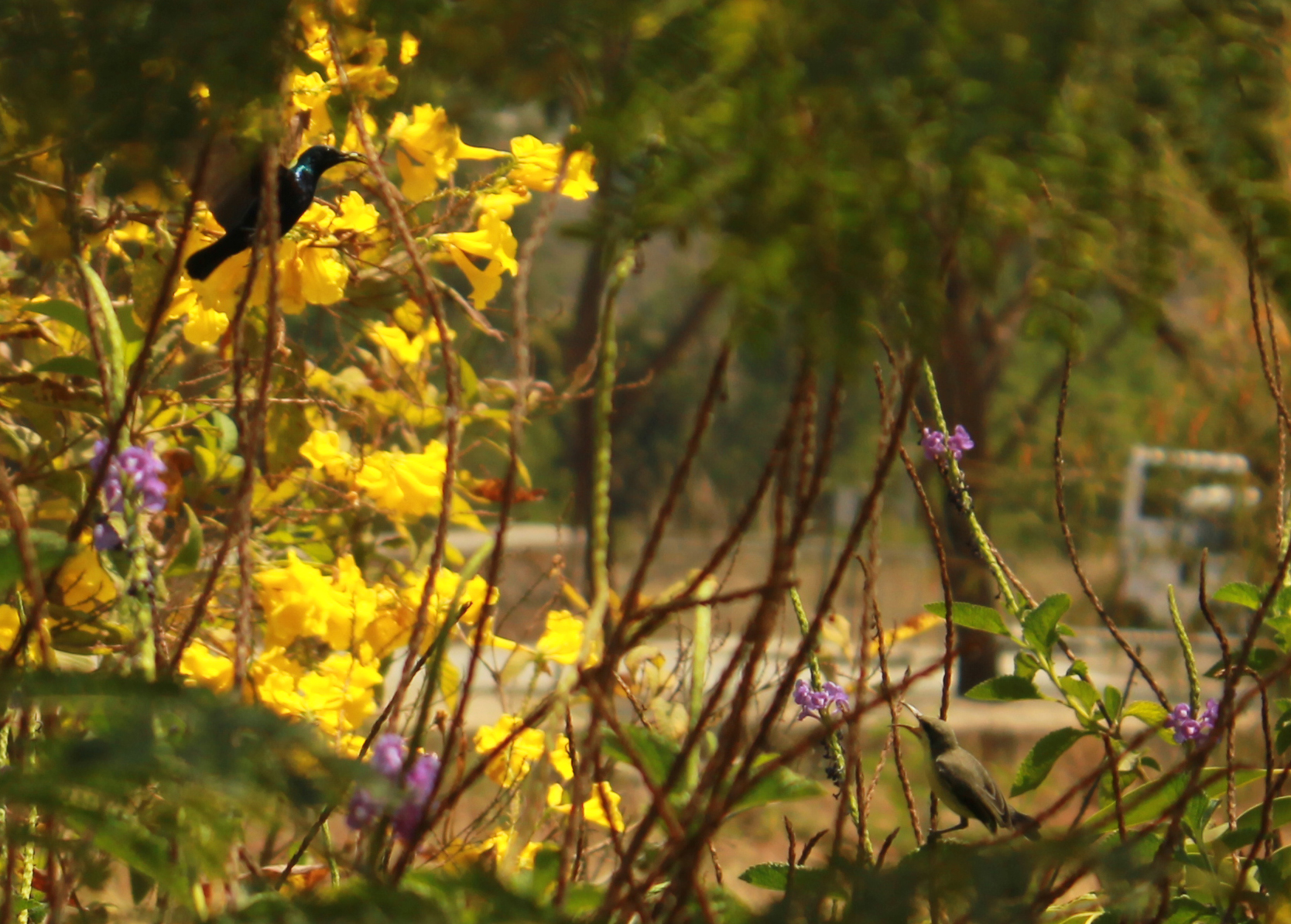
Біорізноманіття

Відновлювальне землеробство (або регенеративне землеробство, або відновлювальне сільське господарство) – це раціональний підхід сільського господарства до збереження та реабілітації систем землеробства та продуктів харчування. Він зосереджений на відновленні верхнього шару ґрунту, збільшенні біорізноманіття, покращенні кругообігу води, покращенні екосистемних послуг, підтримці біосеквестрації, підвищенні стійкості до зміни клімату та зміцненні здоров’я, родючості та життєздатності ґрунту.
Прихильники відновлюваного землеробства використовують різноманітні практики та методики в поєднанні. Практики включають, до прикладу, переробку якомога більшої кількості фермерських відходів і додавання компостованого матеріалу з джерел поза фермою. Відновлюване сільське господарство на невеликих фермах і в садах часто ґрунтується на таких підходах, як пермакультура, агроекологія, агролісомеліорація, екологія відновлення і цілісне (холістичне) управління. Великі ферми також дедалі частіше впроваджують такі методи і часто застосовують методи «нульового обробітку» та/або «скороченого обробітку» землі.
У міру покращення здоров’я ґрунту потреби в добривах, зазвичай, зменшуються, а врожайність збільшується, оскільки ґрунти відновлюють здорову екосистему мікроорганізмів та макроорганізмів, стають більш стійкими до екстремальних погодних умов і містять менше шкідливих хімічних речовин, шкідників і патогенів.
Регенеративне сільське господарство пом’якшує зміну клімату шляхом видалення вуглекислого газу, тобто забирає вуглець з атмосфери та поглинає його.

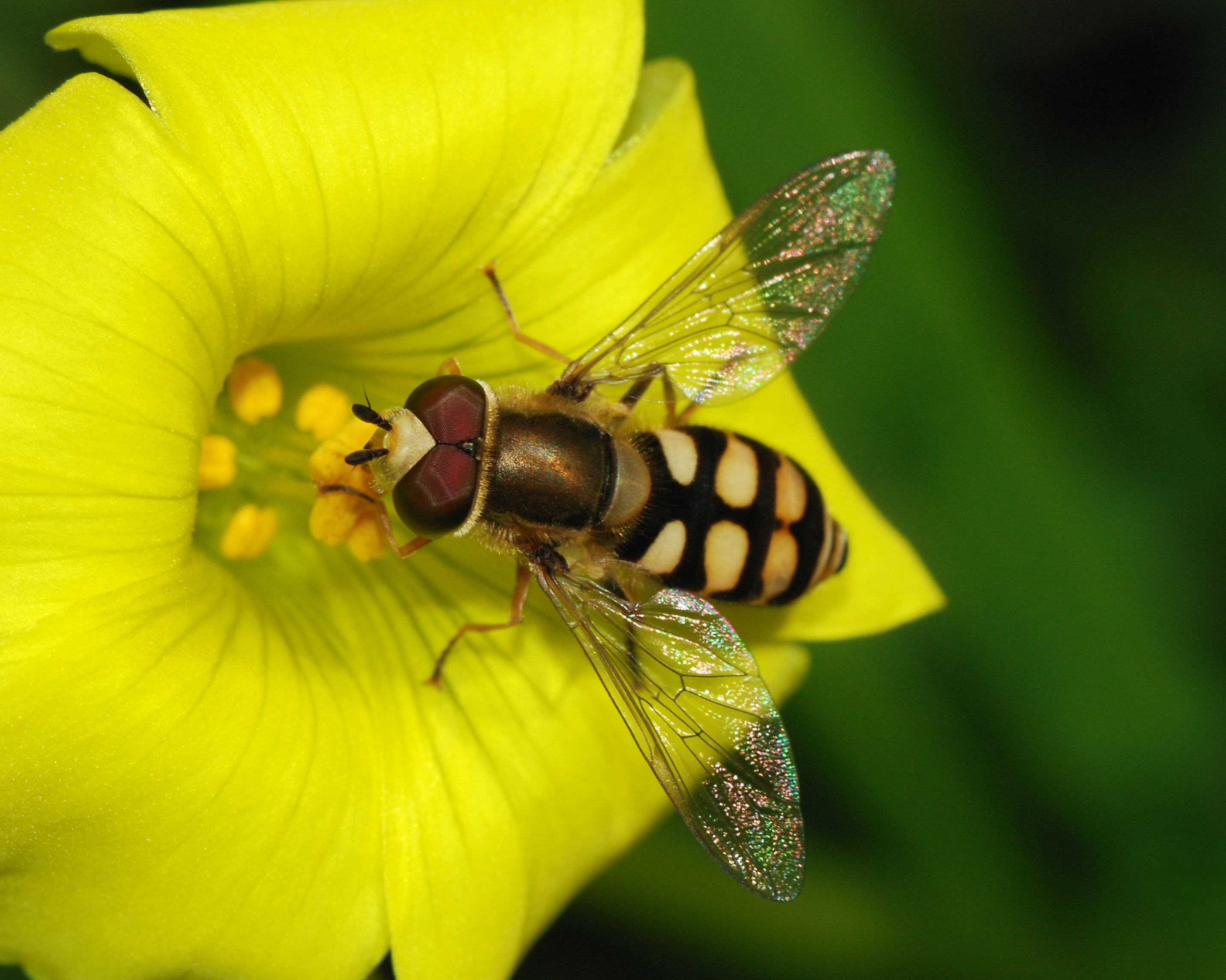
Повисюхові мухи

## Історія

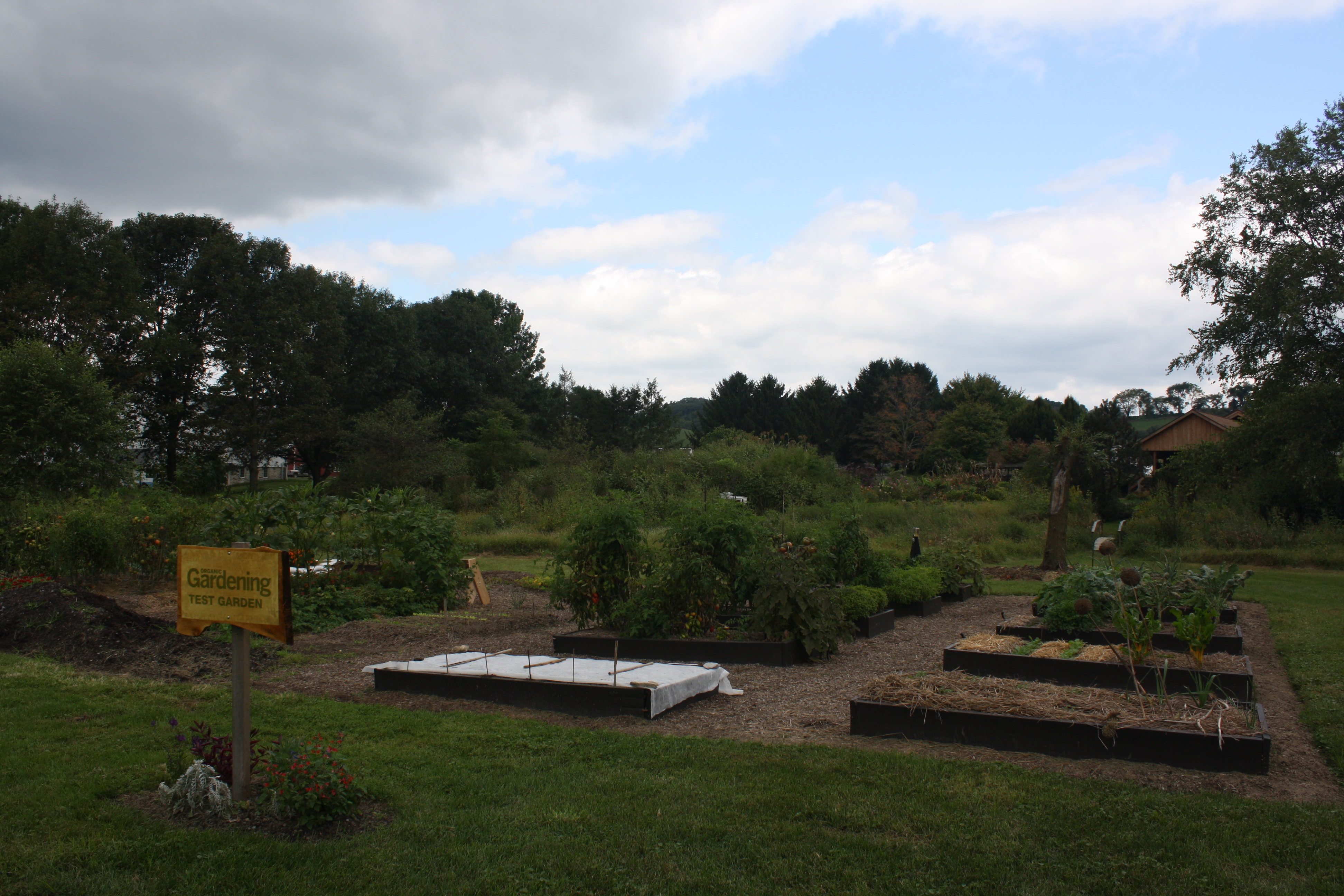
Інститут Родейла, Тестовий сад

### Витоки
Відновлювальне сільське господарство базується на різноманітних сільськогосподарських та екологічних практиках, з особливим акцентом на мінімальному втручанні в екосистему ґрунту та практиці компостування. Мейнард Мюррей мав схожі ідеї, використовуючи морські мінерали. Його робота привела до інновацій у технологіях нульового обробітку землі, таких як скошування та мульчування в тропічних регіонах. Листове мульчування – це регенеративна сільськогосподарська практика, яка придушує бур’яни, зберігає вологу та додає поживні речовини до ґрунту.

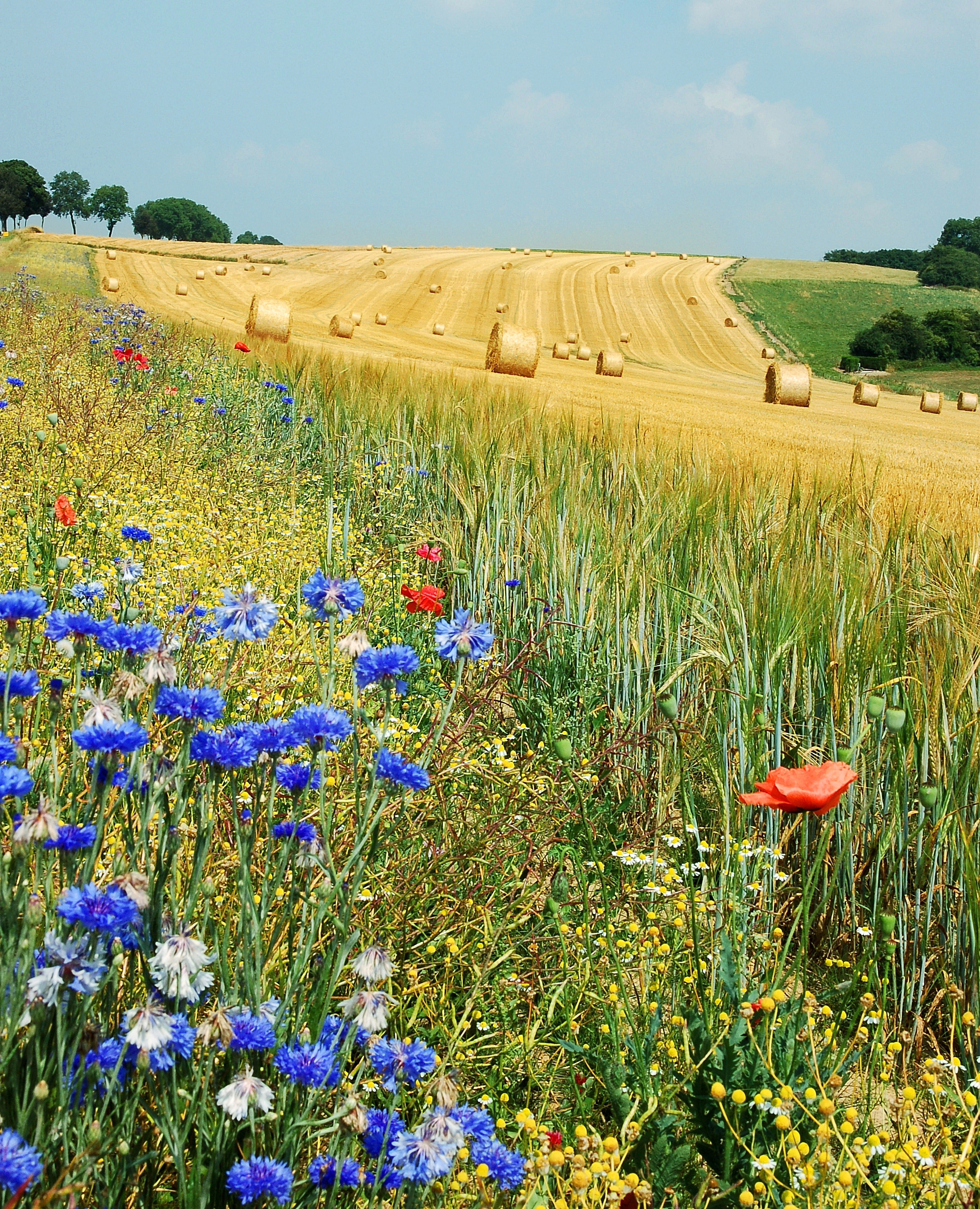
Поле в Хамуа, Бельгія

На початку 1980-х років Інститут Родейла почав використовувати термін «регенеративне сільське господарство». Видавництво Rodale створило Асоціацію регенеративного сільського господарства, яка почала видавати книги з регенеративного сільського господарства в 1987 і 1988 роках 
Однак інститут перестав використовувати цей термін наприкінці 1980-х років, і він з’являвся лише епізодично (у 2005  і 2008 роках), доки вони не випустили білу книгу в 2014 році під назвою «Відновлюване органічне сільське господарство та зміна клімату». У підсумку статті йдеться: «Ми могли б секвеструвати понад 100% поточних річних викидів CO2 за допомогою переходу на звичайні та недорогі методи органічного менеджменту, які ми називаємо «регенеративним органічним сільським господарством».» У документі описані сільськогосподарські практики, такі як сівозміна, внесення компосту та скорочений обробіток ґрунту , які подібні до методів органічного землеробства.

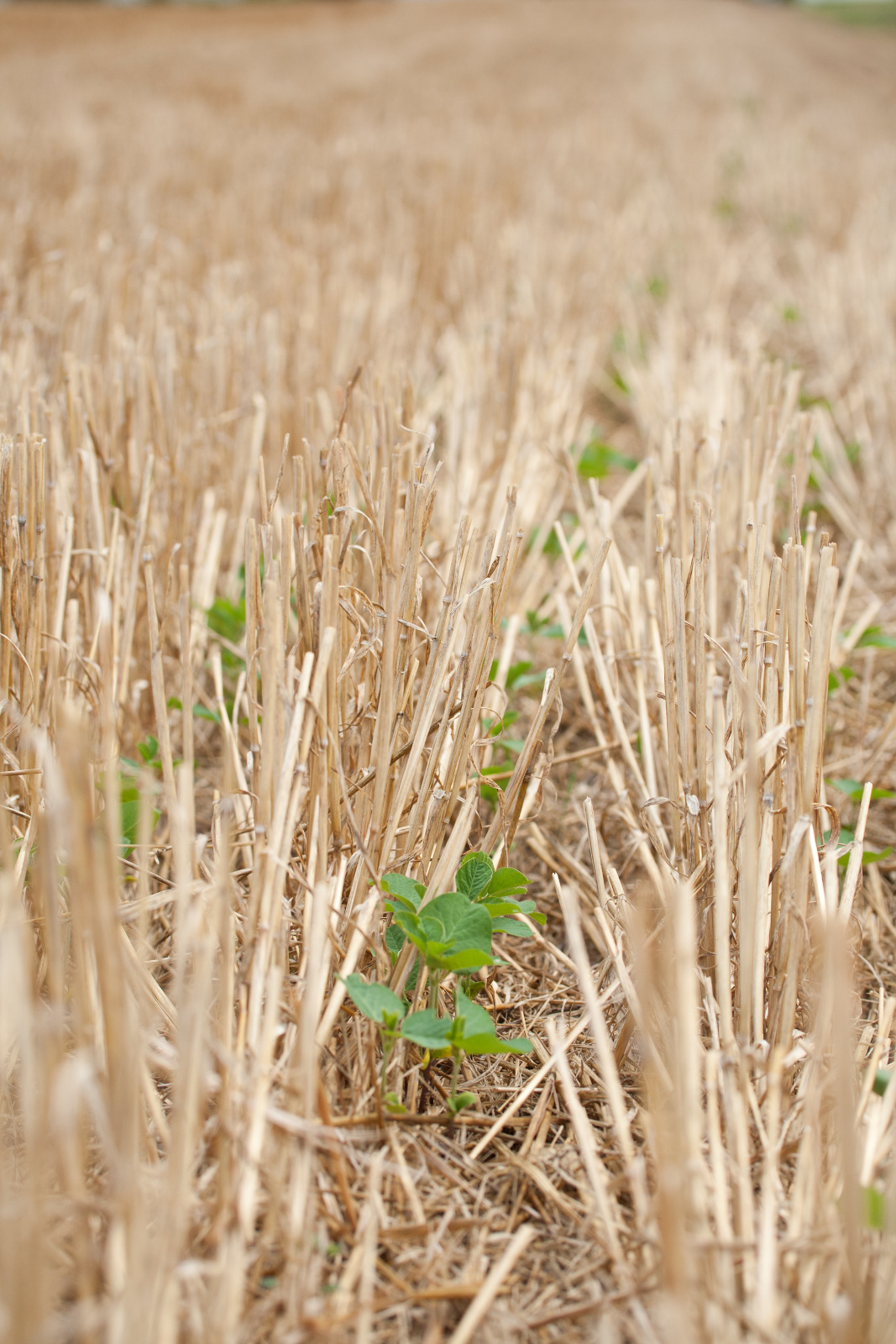
Щойно висаджені рослини сої виростають із залишків, що залишилися від попереднього врожаю пшениці. Це демонструє сівозміну та посів без обробки.

У 2002 році Сторм Каннінгем задокументував початок того, що він назвав «відновлювальним сільським господарством», у своїй першій книзі «Економіка відновлення». Каннінгем визначив відновлювальне землеробство як техніку, яка відновлює кількість і якість верхнього шару ґрунту, водночас відновлюючи місцеве біорізноманіття (особливо місцевих запилювачів) і функцію вододілу. Відновлювальне сільське господарство було одним із восьми секторів відновлювальних галузей/дисциплін розвитку в економіці відновлення.

### Сучасність (з 2010 року)
Культури корінних народів давно використовували принципи регенеративного землеробства. Ці практики існували століттями, але сам термін існує лише кілька десятиліть і останнім часом все частіше з’являється в академічних дослідженнях з початку до середини 2010-х років у сферах науки про навколишнє середовище, науки про рослини та екології. У міру того, як цей термін поширюється у вживанні, було опубліковано багато книг на цю тему, і кілька організацій почали просувати методи регенеративного землеробства. У 2013 році Аллан Севорі виступив з доповіддю на TED про боротьбу зі зміною клімату та її повернення. Він також заснував Інститут Savory, який навчає власників ранчо методам цілісного управління землею. Ейб Коллінз створив LandStream для моніторингу ефективності екосистеми на фермах регенеративного сільського господарства. У 2016 році Ерік Тоенсмайєр опублікував книгу на цю тему 
Заснована в 2013 році некомерційна організація 501(c)3 Kiss the Ground була однією з перших, хто оприлюднив цей термін для ширшої аудиторії. Сьогодні група проводить медіа кампанію та низку освітніх і політичних програм для підвищення обізнаності щодо здоров’я ґрунту та підтримки фермерів, які прагнуть перейти від звичайних до регенеративних методів управління землею.  Фільм «Kiss the Ground», виконавчі продюсери якого Джуліан Леннон і Жизель Бюндхен, а оповідач — Вуді Харрельсон, вийшов у 2020 році. Серед інших освітніх платформ у Сполучених Штатах є Soil Health Academy та Farmers Footprint.
У 2017 році Реджинальдо Хаслетт Маррокін опублікував книгу «У тіні зеленої людини » з Пером Андрісоном, в якій детально описано раннє життя Хаслетта Маррокіна як кампесіно в Гватемалі та те, як цей досвід привів його до розробки регенеративних систем агролісомеліорації птиці, які зараз практикуються. і розширюється в Сполучених Штатах та інших країнах.
У лютому 2021 року ринок регенеративного сільського господарства набув популярності після того, як міністр сільського господарства Джо Байдена Том Вілсак згадав про це під час слухань у Сенаті. Адміністрація Байдена хоче використати 30 мільярдів доларів від товарно-кредитних корпорацій Міністерства сільського господарства США, щоб заохотити фермерів застосовувати екологічні методи. Вілсак заявив під час слухання: «Це чудовий інструмент для нас, щоб створити таку структуру, яка інформуватиме майбутні сільськогосподарські рахунки про те, що сприятиме поглинанню вуглецю, що заохочуватиме точне землеробство, що сприятиме здоров’ю ґрунту та регенеративним сільськогосподарським практикам». Після цієї заяви адміністрації Байдена кілька національних і міжнародних корпорацій оголосили про ініціативи щодо відновного сільського господарства. Під час перших слухань Комітету Палати представників із питань сільського господарства щодо зміни клімату Гейб Браун, прихильник відновлюваного сільського господарства, свідчив про роль відновлюваного сільського господарства як в економіці, так і в стійкості сільського господарства.
У 2021 році PepsiCo оголосила, що до 2030 року вони працюватимуть з фермерами у своєму ланцюжку постачання, щоб запровадити методи відновлюваного сільського господарства на їхніх приблизно 7 мільйонах акрів.  У 2021 році Unilever оголосила про масштабний план впровадження, щоб включити регенеративне сільське господарство в увесь ланцюг поставок. Корпорація VF, материнська компанія The North Face, Timberland і Vans, у 2021 році оголосила про партнерство з Terra Genesis International, щоб створити ланцюжок постачання їхньої гуми, яка надходить із джерел із використанням регенеративного сільського господарства. У 2021 році компанія Nestle оголосила про інвестиції в розмірі 1,8 мільярда доларів США у відновлюване сільське господарство, щоб зменшити викиди на 95%.
За кілька днів до відкриття Конференції ООН зі зміни клімату 2022 року було опубліковано звіт, спонсорами якого виступили деякі з найбільших сільськогосподарських компаній. Доповідь підготувала Sustainable Markets Initiative – організація компаній, які намагаються стати дружніми до клімату, заснована королем Карлом III. Згідно зі звітом, відновлюване сільське господарство вже впроваджено на 15% усіх посівних земель. Незважаючи на це, швидкість переходу є «занадто повільною» і має бути потроєна до 2030 року, щоб глобальна температура не перевищила поріг у 1,5 градуса вище доіндустріального рівня. Сільськогосподарська практика має бути негайно змінена, щоб не «знищити планету». Один із авторів підкреслив, що «взаємозв’язок між здоров’ям людини та здоров’ям планети є більш очевидним, ніж будь-коли раніше». Автори пропонують набір заходів для прискорення переходу, як-от створення показників для вимірювання того, наскільки сільське господарство є сталим, і платити фермерам, які змінять спосіб ведення господарства на більш стійкий.

## Принципи
У своєму огляді існуючої літератури з відновлюваного сільського господарства дослідники з Університету Вагенінгена створили базу даних із 279 опублікованих наукових статей про відновлюване сільське господарство. Їхній аналіз цієї бази даних виявив, що люди, які використовують термін «регенеративне сільське господарство», використовували різні принципи, щоб керувати зусиллями у відновлюваному сільському господарстві.  Було встановлено, що 4 найбільш послідовних принципи: 
1) посилення та покращення здоров’я ґрунту;
2) оптимізація управління ресурсами;
3) пом’якшення зміни клімату;
4) покращення якості та доступності води.

### Примітні визначення принципів
Організація The Carbon Underground створила низку принципів, які підписали низка некомерційних організацій і корпорацій, зокрема Ben & Jerry's, Annie's та Rodale Institute, яка була однією з перших організацій, яка використала термін «регенеративне сільське господарство».  Принципи, які вони окреслили, включають збереження здоров’я та родючості ґрунту, збільшення просочування та утримання води, підвищення біорізноманіття та здоров’я екосистеми, а також зменшення викидів вуглецю та поточного рівня CO2 в атмосфері.
Група Terra Genesis International, що базується в Таїланді, і партнер корпорації VF у своїй ініціативі з регенеративного сільського господарства, створила набір із 4 принципів, які включають:  
- «Поступово покращувати цілі агроекосистеми (ґрунт, воду та біорізноманіття)»
- «Створюйте проекти, що залежать від контексту, і приймайте цілісні рішення, які виражають суть кожної ферми»
- «Забезпечувати та розвивати справедливі та взаємні відносини між усіма зацікавленими сторонами»
- «Постійно розвивайте та розвивайте окремих людей, ферми та спільноти, щоб виразити свій вроджений потенціал»

## Практики
Практики та принципи, що використовуються у відновлюваному землеробстві, включають:
- Пермакультура[51]
- Біочар (біовугілля) / terra preta[5]
- Система нульового обробітку землі, мінімальний обробіток ґрунту[48] і вирощування пасовищ[5]
- Аквакультура[52]
  - Екологічна аквакультура[47]
  - Відновлюване океанське землеробство[53]
- Агроекологія[52]
- Агролісомеліорація[5]
- Арбускулярна мікориза
- Висаджені бордюри для проживання запилювачів та інших корисних комах [7]
- Компост, компостний чай,[5] тваринний гній[48] і термокомпост
- Сидерати та жива мульча
- Домашні сади, щоб пом’якшити несприятливий вплив глобальних продовольчих шоків і коливань цін на продукти харчування, а також як стратегію підвищення продовольчої безпеки домогосподарств і харчування[54]
  - Повторне вирощування овочів для переробки та сталого життя [55]
- Тваринництво: добре кероване випасання[48], інтеграція тварин[5] і цілісно кероване випасання[5]
  - Адаптивне багатозагінне випасання (АБВ)
  - Велика рогата худоба, що пасеться травою
- Органічні однорічні культури[5] та сівозміни[48]
- Багаторічні насадження[5]
- Полікультура та повноцінне сукцесії багаторазових і міжкультурних насаджень[48]
- Лісопасовище[5]
- Мережі альтернативного харчування (AFN), які зазвичай визначаються такими атрибутами, як просторова близькість між фермерами та споживачами.[56]

## Вплив на навколишнє середовище

### Секвестрація вуглецю

#### Проблема
Звичайні сільськогосподарські методи, такі як оранка та обробка грунту, вивільняють вуглекислий газ (CO 2) із ґрунту, виводячи органічну речовину на поверхню та таким чином сприяючи окисленню. Приблизно третина загального антропогенного надходження CO 2 в атмосферу з часів промислової революції походить від деградації органічної речовини ґрунту  і що 30–75% глобальної органічної речовини ґрунту було втрачено з часів появи ґрунтообробного землеробства. Викиди парникових газів (ПГ), пов’язані з ґрунтообробним землеробством, складають 13,7% антропогенних викидів, або 1,86 Pg-C y −1 . 
Розведення жуйних тварин також сприяє викиду парникових газів, що становить 11,6% антропогенних викидів, або 1,58 Pg-C y −1 .
Крім того, стік і замулення водойм, пов’язані з традиційними методами ведення сільського господарства, сприяють евтрофікації та викидам метану.

#### Рішення
Методи регенеративного землеробства, такі як система нульового обробітку землі, використання біовугілля (біочар), ротаційне випасання худоби, змішана сівозміна, покривні культури та внесення компосту та гною, можуть змінити цю тенденцію.  
Протягом наступних 25–50 років кумулятивний потенціал секвестрації становить 30–60 Pg-C. Додавання органічних добрив і компосту додає органічний вуглець у ґрунт, таким чином сприяючи потенціалу поглинання вуглецю.
Дослідження, проведене інститутом Rodale, показує, що перехід у всьому світі до регенеративного сільського господарства може поглинути понад 100% CO2, який зараз викидають люди.

##### Біовугілля
Біовугілля може підвищити родючість ґрунтів і збільшити продуктивність сільського господарства, а також значно зменшити рівень вуглецю в атмосфері. Біовугілля — це стабільна тверда речовина, яка багата пірогенним вуглецем і може зберігатися в ґрунті тисячі років, сприяючи покращенню родючих властивостей ґрунту, завдяки своїх пористій структурі, що насичує киснем та вуглецем ґрунт, і є ідеальним середовищем для розвитку необхідних мікроорганізмів. У звіті 2010 року було оцінено, що стале використання біовугілля може зменшити глобальні чисті викиди вуглекислого газу (CO
2), метану та закису азоту до 1,8 мільярда тонн еквівалента вуглекислого газу (CO
2) на рік (порівняно з приблизно 50 мільярдами тонн викидів у 2021 році), не ставлячи під загрозу продовольчу безпеку, середовища проживання чи збереження ґрунту.

##### Система нульового обробітку землі
Система нульового обробітку землі повертає вуглець назад у ґрунт, оскільки пожнивні залишки притискаються під час посіву. Деякі дослідження показують, що впровадження практики нульового обробітку землі може потроїти вміст вуглецю в ґрунті менш ніж за 15 років. Крім того, 1 Pg-C y -1, що становить приблизно від четвертої до третини антропогенних викидів CO2,  може бути секвестрований шляхом переведення орних угідь на системи нульового обробітку землі у глобальному масштабі.

##### Адаптивне багатозагінне випасання
Було показано, що регенеративне управління випасом худоби, зокрема адаптивне багатозагінне випасання (АБВ), зменшує деградацію ґрунту порівняно з безперервним випасом і, таким чином, має потенціал для пом’якшення викидів вуглецю з ґрунту. Сівозміна та догляд за беззмінними покривними культурами також допомагають зменшити ерозію ґрунту, а в поєднанні з випасом худоби АБВ можуть призвести до чистого поглинання вуглецю.  Одне дослідження показує, що загальний перехід тваринництва до методів випасу АБВ у поєднанні зі збереженням культур має потенціал для перетворення сільськогосподарських угідь Північної Америки на поглинач вуглецю, секвеструючи приблизно 1,2 Pg-C y −1.

#### Мікоризні гриби
Мікоризні гриби є основним глобальним депо вуглецю, забираючи в середньому ~3–13%, і до ~50% рослини-партнера під землею, коли вони пов’язані з основними типами мікоризи. Це робить їх важливими для включення як до моделей глобального клімату та кругообігу вуглецю, так і до політики та практики відновлювального та сталого сільського господарства.

### Кругообіг поживних речовин
Органічна речовина ґрунту є основним джерелом поживних речовин, необхідних для росту рослин, таких як азот, фосфор, цинк, сірка та молібден. Землеробство, засноване на обробітку ґрунту, сприяє швидкій ерозії та деградації органічної речовини ґрунту, виснажуючи ґрунт і, таким чином, знижуючи продуктивність. Обробіток ґрунту в поєднанні з додаванням неорганічних добрив також знищує ґрунтові мікробні спільноти, зменшуючи виробництво органічних поживних речовин у ґрунті.
Практики, які відновлюють органічну речовину, можуть бути використані для збільшення кількості поживних речовин у ґрунті. Наприклад, регенеративне управління жуйною худобою в агроекосистемах зі змішаними культурами та випасами покращує кругообіг поживних речовин у ґрунті, заохочуючи споживання та розкладання залишкової біомаси сільськогосподарських культур і сприяючи відновленню видів рослин, що фіксують азот.
Методи відновлюваного вирощування сільськогосподарських культур, а саме використання сівозміни для забезпечення постійного ґрунтового покриву, можуть підвищити родючість ґрунту та рівень поживних речовин, якщо в сівозміну включено азотфіксуючі культури.
Сівозміна та ротаційний випас також дозволяють поживним речовинам у ґрунті відновлюватися між періодами вирощування та випасу, таким чином додатково збільшуючи загальну кількість поживних речовин та покращуючи їх кругообіг. 

### Біорізноманіття
Звичайні методи сільського господарства, як правило, вважаються такими, що спрощують агроекосистеми шляхом впровадження монокультур і знищення різноманіття мікробних угруповань ґрунту шляхом хімічного удобрення. У природних екосистемах біорізноманіття служить для внутрішнього регулювання функціонування екосистеми, але за звичайних сільськогосподарських систем такий контроль втрачається і вимагає зростаючих рівнів зовнішнього антропогенного впливу.
Навпаки, доведено, що методи відновлюваного землеробства, включаючи полікультури, змішану сівозміну, покривні культури, органічне управління ґрунтом та методи низького або нульового обробітку ґрунту, збільшують загальну видову різноманітність, одночасно зменшуючи щільність популяції шкідників.
Крім того, методи, які віддають перевагу органічним над неорганічним, допомагають відновити підземне біорізноманіття шляхом покращення функціонування ґрунтових мікробних спільнот.
Опитування органічних і звичайних ферм у Європі виявило, що в цілому види в кількох таксонах були більш багатими та/або більшими на органічних фермах порівняно з звичайними, особливо види, чиї популяції явно постраждали в результаті традиційного сільського господарства.
Адаптивне багатозагінне випасання худоби (АБВ) може допомогти покращити біорізноманіття, оскільки збільшення запасів органічного вуглецю в ґрунті також сприяє різноманітності ґрунтових мікробних спільнот. Впровадження АБВ у преріях Північної Америки, наприклад, було пов’язане зі збільшенням продуктивності корму та відновленням видів рослин, які раніше були знищені безперервним випасом худоби. Крім того, дослідження посушливих і напівпосушливих регіонів світу, де протягом тривалого часу практикувався регенеративний випас після попередніх періодів безперервного випасу, показали відновлення біорізноманіття, видів трав і видів запилювачів. Крім того, диверсифікація культур гарантує, що агроекосистема залишається продуктивною, коли стикається з нижчим рівнем родючості ґрунту. Вищі рівні різноманітності рослин призвели до збільшення численних факторів, які сприяють родючості ґрунту, таких як ґрунтовий Натрій, Калій, Кальцій, Магній і Вуглець, CEC і рН ґрунту. 

## Дивись також
- Стале сільське господарство
- Система нульового обробітку землі
- Пермакультура
- Агроекологія
- Агролісомеліорація
- Родючість ґрунту
- Біочар (біовугілля)
- Сталий розвиток

### Книги
- No-till система землеробства в Україні: наука і практика / Р.А.Вожегова, Малярчук М.П., Грановська Л.М., 2021. ISBN 978-966-289-529-2.
- Soil-plant-microbe interactions: An innovative approach towards improving soil health and plant growth. (pdf, epub) / Kumar, Upendra; Shelake, Rahul Mahadev; Singh, Rajni, (2023). Frontiers Media SA. ISBN 978-2-8325-1919-6.
- Dent, David; Boincean, Boris, ред. (2021). Regenerative Agriculture: What’s Missing? What Do We Still Need to Know? (англ.). Cham: Springer International Publishing. ISBN 978-3-030-72223-4.

### Журнали
- Renewable Agriculture and Food Systems
- Agroecology and Sustainable Food Systems
- Organic Agriculture
- Journal of Integrative Agriculture

### Статті
- Gordon, Ethan; Davila, Federico; Riedy, Chris (2023-07). Regenerative agriculture: a potentially transformative storyline shared by nine discourses. Sustainability Science (англ.) 18 (4). doi:10.1007/s11625-022-01281-1.
- O’Donoghue, Tom; Minasny, Budiman; McBratney, Alex (2022-01). Regenerative Agriculture and Its Potential to Improve Farmscape Function. Sustainability (англ.) 14 (10). doi:10.3390/su14105815.
- Giller, Ken E; Hijbeek, Renske; Andersson, Jens A; Sumberg, James (2021-03). Regenerative Agriculture: An agronomic perspective. Outlook on Agriculture (англ.) 50 (1). doi:10.1177/0030727021998063.
- Newton, Peter; Civita, Nicole; Frankel-Goldwater, Lee; Bartel, Katharine; Johns, Colleen (2020). What Is Regenerative Agriculture? A Review of Scholar and Practitioner Definitions Based on Processes and Outcomes. Frontiers in Sustainable Food Systems 4. doi:10.3389/fsufs.2020.577723.